# منعم الفقير
منعم الفقير شاعر وكاتب مسرحي عراقي من مواليد العاصمة العراقية بغداد عام 1953. تُوج منعم الفقير بعدد كبير من الجوائز الدنماركية الرفيعة التي كان أول شاعر من أصل غير دنماركي ينالها كجائزة الشاعر الدنماركي الكبير بول سورينسون التي يمنحها سنويا اتحاد المكتبات العامة في الدنمارك لأكثر الشعراء الذين أغروا الناس بقراءة الشعر، وجائزة الإنجاز الفني التي يمنحها صندوق الدولة لرعاية الفنون والآداب، وجائزة فنان القوميات عن مسرحيته «قطار الطفولة»، وجائزة الإبداع التي منحته إياها منظمة مساعدة اللاجئين الدنماركية، وجائزة السلام والتواصل بين الشعوب التي يمنحها اتحاد الكتاب الدنماركيين، وجائزة الفنان العام بدرجة الشرف التي منحها عام 2003، والأهم من ذلك كله كما يرى الفقير أن مختارات من شعره دخلت إلى مناهج التعليم الرسمية بالدنمارك. ولكن ضوء الحماس لا يتبدى في عيني الشاعر العراقي إلا وهو يتحدث عن تكريم وحيد ولكنه ثمين ناله من وزارة الثقافة العراقية حينما منحته عام 2005 درع الثقافة في بلاد الرافدين، تكريم يشبه عودة الوطن من مهجره إلى أحضان شاعره.
أقر شعره في المناهج الدراسية ضمن الانثولوجيات التي يصدرها اتحاد المعلمين منها؛ «قصائد النهار»، مختارات شعرية لطلبة المرحلة الابتدائية، «قصائد الليل»، مختارات شعرية لطلبة المرحلة الثانوية. هذا بالإضافة إلى انثولوجيات أخرى منها: «أدب بلا حدود»، «جناح الطائر»، «اقرأ قصة عالياً»، «بين وطن وطن»، «شعراء من القرن العشرين»، «السماء قبعتي».

## حياته
حاصل على الماجستير في العلوم المسرحية، بدأ حياته كاتبًا وممثلًا في جماعة المسرح الجديد في الفترة ما بين (1970-1979) لكن في الأعوام الأخيرة قوبلت الفرقة بمضايقات من السلطة لعدم ترخصيها، ومع تزايد المضايقات قرر الهجرة في مطلع 1979 إلى المغرب وحين تعذر بقاؤه قامت منظمة التحرير الفلسطينية في المغرب بتدبير سفره إلى بيروت عن طريق دمشق. في بيروت عمل في الصحافة وكتب قصيدته الأولى أثر ظهور امرأة عابرة، وكان منعم يعلق على دخوله إلى الساحة الشعرية بقوله «جئت إلى الشعر مطرودًا من المسرح» وكان يقول أن جمال بيروت وطبيعتها ساعدته كثيرًا على الكتابة حتى غادرها عام 1982 أثر الإجتياح الإسرائيلي للبنان إلى دمشق حيث عمل أيضًا في الصحافة ثم غادر دمشق عام 1986 إلى كوبنهاغن حيث يقيم الآن ويعمل كمدير تحرير لمجلتي السنونو والديوان. يعتبر أول دنماركي من أصول أجنبية يترأس جمعية الشعر في اتحاد الكتاب الدنماركيين.
أسس منعم الفقير ورأس تجمع السنونو الثقافي وتأسس بالتعاون مع عدد من الكتاب الدنماركيين الذين يحبون الثقافة العربية ويتطلعون إلى تعاون أفضل بينهم وبين المثقفين العرب، عام 1992 الغرض منه هو دعوة كتاب ومثقفين وفنانين ومفكرين عرب إلى الدنمارك ليقفوا هنا على منصة واحدة وكل منهم أي الدنماركي والعربي يقول ما لديه عبر نصه عبر مؤلفه عبر فنه دون تدخل، ويكون في هذا الموضوع شريك هو المتلقي.في تجمع السنونو الثقافي يتم التعاون مع أي جهة من أجل الحوار من أجل الفعاليات الثقافية ويُعتبر تجمع السنونو الثقافي جهة استشارية تتصل به عدد من المؤسسات الدنماركية للاستفسار عن كتاب ومعلومات عن الثقافة العربية سواء عموما أو لكل بلد.

## دواوينه
ترجمت معظم دواوينه إلى النرويجية والدنماركية والفرنسية
- بعيدا عنهم. دمشق 1983
- المختلف.دمشق1986
- كتاب أسئلة العقل.كوبنهاغن 1990
- أثر على ماء.كوبنهاغن 1991
- اللوعات الأربع.القاهرة 1994
- لا جسد في الثوب.كوبنهاغن 1995
- حواس خاسرة. القاهرة 1996
- كتاب الرؤيا.الدار البيضاء 1997
- معًا.كوبنهاغن 1998
- نادرًا.دمشق 2000
- قطار الطفولة (مسرحية ورواية)
- أخيراً القاهرة 2002
- رأي العين بغداد 2005
- رأي العين القاهرة 2006
- صمت متأخر عمان - بيروت 2006
- رواية مقهى مراكش
- وقد حرر وأعدّ باللغة الدانماركية انطولوجيا «بطاقة حب» مختارات شعرية وبطاقات بريدية عن الحب والشعر في العام2000 ضمت 55 شاعراً دانماركياً.[3]

### ترجم له
- المختلف تُرجم إلى الفرنسية باريس 1988
- 1988 غيمة على سفر (مختارات شعرية) تُرجمت إلى الدانماركية 1988 إلى الفرنسية 1994 إلى النرويجية 1995
- معاً إلى الدانماركية كوبنهاجن 1998
- كتاب أسئلة العقل (عنوانه بالدانماركية: الصراخ خيول الروح) كوبنهاجن
- أثر على ماء كوبنهاجن
- اعتزال قلب (مختارات شعرية) تُرجم إلى الفرنسية طبعة أولى باريس 1998 طبعة ثانية مراكش 1999
- كتاب الرؤيا تُرجم إلى النرويجية أوسلو 2001 إلى الدانماركية كوبنهاجن 2001
- نادراً تُرجم إلى الفرنسية الرباط 2001
- رواية مقهى مراكش تُرجم إلى الفرنسية 2006 إلى الدانماركية 2006
- ترجمت مختارات من شعره إلى الاسبانية، الإنجليزية، الألمانية، المقدونية، الاستونية، الماليزية والهولندية.

### كما تم اختير شعره في الانثولوجيات التالية
- انسكلولوبيديا الأدب الدانماركي كوبنهاجن
- انسكلولوبيديا الشعر العالمي لندن
- انطولوجيا الشعر العربي الحديث بالألمانية ميونخ
- انسكلولوبيديا كاد الأدبية كوبنهاجن
- انسكلولوبيديا يغوندم كوبنهاجن
- بيوغرافيا تاريخ الأدب الدانماركي
- انثولوجيا الشعر الدانماركي بالإسبانية
- انثولوجيا شعر الشمال الأوربي بالاستونية
- انثولوجيا الشعر العراقي الحديث بالفرنسية
- موسوعة الأدب العربي المهجري، الولايات المتحدة
- انثولوجيا الشعر والإنسانية بالماليزية
- انثولوجيا قصائد الحب كوبنهاجن

### صدر عنه
- منعم الفقير أخطاء كونية (دراسات ومختارات شعرية). إعداد الكاتب عزت الغزاوي. منشورات مركز اوغاريت – رام الله بالتعاون مع اتحاد الكتاب الفلسطينيين – القدس.[3]

## المشاركات الثقافية
شارك ومثل الدانمارك في العديد من الندوات والمهرجانات منها: مهرجان الشعر العالمي في مقدونيا، مهرجان الشعر العالمي في النرويج، مهرجان الشعر العالمي في استونيا ومهرجان الشعر العالمي في ماليزيا، مهرجان ربيع الفنون الدولي في القيروان, معرض أوسلو الدولي للكتاب، معرض كوبنهاجن الدولي للكتاب، معرض القاهرة الدولي للكتاب ومعرض أبو ظبي الدولي للكتاب.

## الجوائز
- جائزة الشاعر بول سورنسن
- جائزة الكاتب، يمنحها سنوياً اتحاد المكتبات العامة في الدانمارك
- جائزة الإنجاز الفني، يمنحها صندوق الدولة لرعاية الفنون والآداب
- جائزة فنان القوميات عن مسرحية (قطار الطفولة)
- جائزة الإبداع منحتها استثناءً منظمة مساعدة اللاجئين الدانماركية
- جائزة السلام والتفاهم مع الشعوب، يمنحها اتحاد الكتاب الدانماركيين
- جائزة البنك الوطني الدانماركي للآداب والفنون
- جائزة فنان العام بدرجة شرف 2003
- درع الثقافة العراقية أسندته إليه وزارة الثقافة العراقية 2005
- فضلاً عن العديد من المنح الثقافية والأدبية.[3]

## وصلات خارجية
- منعم الفقير على موقع أرشيف الشارخ.
- الأرشيف العراقي في الدنمارك